# Jon Dough
Jon Dough est le nom de scène d'un acteur de films pornographiques américain, né à Lancaster en Pennsylvanie (États-Unis) le 12 novembre 1962 et décédé le 27 août 2006.

## Biographie
Au cours d'une carrière de plus de vingt ans, Jon Dough est apparu dans plus de 1 100 films pornographiques et en a réalisé 71. Son titre le plus notable est The World's Luckiest Man (1997) dans lequel il a des relations sexuelles avec 101 femmes.
En 1999, il frappe l'actrice Vivian Valentine pendant le tournage de Rough Sex, mais celle-ci ne lui en gardera pas rancune : "I have no regrets or bad feelings about it".
Jon Dough a été marié à l'actrice de films pornographiques Deidre Holland. Il s'est remarié avec une autre actrice, Monique DeMoan, avec laquelle il a vécu jusqu'à son suicide en 2006 et dont il a une fille.
Jon Dough s'est pendu le 27 août 2006 à Chatsworth (Californie).

## Récompenses
- 1991 : XRCO Award Best Actor pour Brandy & Alexander
- 1992 : AVN Award Meilleur acteur dans un second rôle - Film (Best Supporting Actor - Film) pour Brandy & Alexander
- 1993 : XRCO Best Actor (Single Performance) pour New Wave Hookers 3
- 1994 : XRCO Male Performer of the Year
- 1995 : AVN Award Acteur de l'année (Male Performer of the Year)
- 1995 : AVN Award Meilleur acteur dans un second rôle - Film (Best Supporting Actor - Film) pour Sex
- 1995 : XRCO Best Actor (Single Performance) pour Latex
- 1996 : AVN Awards Meilleur acteur - Vidéo (Best Actor - Video) pour Latex
- 1997 : AVN Award Meilleur acteur - Vidéo (Best Actor - Video) pour Shock
- AVN Hall of Fame
- XRCO Hall of Fame